# Callyspongia flabelliformis
Callyspongia flabelliformis är en svampdjursart som beskrevs av Tanita 1968. Callyspongia flabelliformis ingår i släktet Callyspongia och familjen Callyspongiidae.
Artens utbredningsområde är havet kring Japan. Inga underarter finns listade i Catalogue of Life.